# タイ国家計量標準機関
タイ国家計量標準機関 (タイ語:สถาบันมาตรวิทยาแห่งชาติ、タイ略語:มว.、英語：National Institule of Metrology (Thailand) 英略称：NIMT）は、タイ王国 内閣科学技術省管轄のタイの国立計量標準機関。1998年6月1日に設立。

## 概要
タイ国家計量標準機関は、タイ国内の国際基準計量システムの発展を通じて、タイ輸出産品の国際競争力を高めるとともに、国内の消費者保護、環境保護を推進していくことを目的とする。機関の役割としては、タイ国内での国際基準の計量標準の普及、技術移転、タイ社会への啓蒙、国際間の計量学に関する学術交流の促進を行う。

## 歴史
タイ国家計量標準機関は、1997年8月の国家計量制度整備法の制定に伴い、1998年6月1日の設置し、タイ産品輸出拡大のために国際計量標準の基盤整備に乗り出した。1999年5月には国家計量基盤整備マスタープランが閣議決定され、同期間の整備計画が了承された。
同機関の創設に当たって日本政府が協力しており、新家屋建設、機材導入のためにJBICを通じて円借款を行うとともに、タイ王国からの要請に基づき、技術者育成のために国際標準に関する専門家を派遣することで合意した。1999年から通商産業省知的基盤課、計量研究所、日本電気計器検定所、日本品質保証機構、化学物質評価研究機構が連携し、機関の施設および標準機器の整備、人材育成などに関する技術移転プログラムを提案。JICAが事務局となり専門家を派遣する協力案件フェーズ1が実施された。2002年10月から5ヵ年の計画で、放射線標準を除く全分野を対象に、特に計量標準として重要な42の量目をタイ王国に整備した。加えて、2006年8月に新庁舎が落成。2004年から2008年までJICAのフェーズ2の技術移転が行われ、さらなる機能強化が図られた。

## 内部部局
1. 政策・戦略部（ฝ่ายนโยบายและยุทธศาสตร์）
2. 総務部（ฝ่ายบริหารงานกลาง）
3. 情報技術センター（ศูนย์เทคโนโลยีสารสนเทศ）
4. 音響・振動標準部（ฝ่ายมาตรวิทยาเสียงและการสั่นสะเทือน）
5. 機械標準部（ฝ่ายมาตรวิทยาเชิงกล）
6. 電気標準部（ฝ่ายมาตรวิทยาไฟฟ้า）
7. 温度標準部（ฝ่ายมาตรวิทยาอุณหภูมิ）
8. 計量標準部（ฝ่ายมาตรวิทยามิติ）
9. 測光標準部（ฝ่ายมาตรวิทยาแสง）
10. 化学・生命技術基準部（ฝ่ายมาตรวิทยาเคมีและชีวภาพ）

## 所在地
- パトゥムターニー県クローンルワン郡 タムボン・クローンハー ムー3 3/4-5

（3/4-5 หมู่ 3 ตำบลคลองห้า อำเภอคลองหลวง จังหวัดปทุมธานี 12120）

## 計量標準について
計量標準については、日本の認定機関であるIAJapan（International Accreditation Japan）に認定審査を依頼しISO/IEC 17025に準拠した製品評価技術基盤機構の認定（ASNITE-NMI認定）の取得作業が進行中である。

## 関連事項
- 科学技術省 (タイ)